# Palác sportu Lužniki
Palác sportu Lužniki (rusky Дворец спорта Лужники [Dvorec sporta Lužniki]) je sportovní areál v Moskvě. Postaven byl v roce 1956.

## Poloha budovy
Objekt se nachází v Olympijském komplexu Lužniki, asi 600 m severozápadně od Velké arény. Asi 800 m od budovy je stanice moskevského metra Sportivnaja.

## Rozměry budovy
Půdorysem budovy je obdélník o rozměrech 146 x 100 m, vnitřní prostor bez hlediště zaujímá plochu 80 x 36 m. Výška stěny objektu je 15 m, výška včetně kopule je 20 m.
Kapacita budovy byla původně 13 700 diváků, po rekonstrukci provedené v roce 2002 byla kapacita snížena na 10 500 diváků.

## Významné sportovní události
V hale se za dobu její existence konalo nebo částečně konalo mnoho významných sportovních událostí:

### Lední hokej
- Mistrovství světa v ledním hokeji 1957, 1973, 1979, 1986
- Pátý až osmý zápas Série století

### Basketbal
- Mistrovství světa v basketbalu žen 1959
- Mistrovství Evropy v basketbalu mužů 1965

### Další sporty
- Mistrovství světa ve volejbale mužů a žen 1962

### Další mezinárodní sportovní události
- Letní olympijské hry 1980 – soutěže v gymnastice a judu
- Hry dobré vůle 1986

### Domácí sportovní události
- Spartakiáda národů SSSR 1956, 1959, 1963, 1967, 1971, 1979
- Do roku 2000 hrál v hale domácí zápasy hokejový klub HC Dynamo Moskva.